# Butzow
Butzow er en by og kommune i det nordøstlige Tyskland, beliggende i Amt Anklam-Land i den centrale del af Landkreis Vorpommern-Greifswald. Landkreis Vorpommern-Greifswald ligger i delstaten Mecklenburg-Vorpommern. Ind til 31. december 2004 var kommunen en del af Amt Spantekow.

## Geografi
Butzow er beliggende syd for Bundesstraße B 199 og vest for B 197. Byen Anklam ligger omkring fem kilometer mod nordøst. I kommunen ligger ud over Butzow, landsbyerne Lüskow, Alt Teterin og Neu Teterin.

## Eksterne kilder og henvisninger
- Wikimedia Commons har flere filer relateret til Butzow
- Byens side Arkiveret 16. februar 2017 hos  Wayback Machine på amtets websted
- Statistik Arkiveret 16. februar 2017 hos  Wayback Machine